# Юнацька збірна Бангладешу з футболу (U-17)
Юнацька збірна Бангладеш з футболу (U-17) — національна футбольна збірна Бангладеш, що складається із гравців віком до 17 років. Керівництво командою здійснює Футбольна федерація Бангладеш.
Головним континентальним турніром для команди є Юнацький кубок Азії, який з 2008 року розігрується серед команд з віковим обмеженням до 16 років, і успішний виступ на якому дозволяє отримати путівку на Чемпіонат світу (U-17). Також може брати участь у товариських і регіональних змаганнях, зокрема у Юнацькому чемпіонаті ФФПА, юнацькій першості серед країн, що входять до Футбольної асоціації Центральної Азії.
Протягом 1980-х років брала участь у відбіркових турнірах на світову першість у форматі U-16.

## Виступи на міжнародних турнірах

### Юнацький кубок Азії з футболу
| Юнацький кубок Азії | Юнацький кубок Азії | Юнацький кубок Азії | Юнацький кубок Азії | Юнацький кубок Азії | Юнацький кубок Азії | Юнацький кубок Азії | Юнацький кубок Азії | Юнацький кубок Азії |
| Господар / Рік      | Результат           | Місце               | І                   | В                   | Н                   | П                   | Г+                  | Г-                  |
| ------------------- | ------------------- | ------------------- | ------------------- | ------------------- | ------------------- | ------------------- | ------------------- | ------------------- |
| 1986                | груповий етап       | 7/8                 | 3                   | 1                   | 0                   | 2                   | 3                   | 8                   |
| 1992                | груповий етап       | 8/8                 | 3                   | 0                   | 0                   | 3                   | 2                   | 13                  |
| 1998                | груповий етап       | 8/10                | 4                   | 0                   | 2                   | 2                   | 4                   | 9                   |
| 2000                | груповий етап       | 6/10                | 4                   | 2                   | 0                   | 2                   | 4                   | 7                   |
| 2004                | груповий етап       | 16/16               | 3                   | 0                   | 1                   | 2                   | 3                   | 10                  |
| 2006                | груповий етап       | 15/15               | 3                   | 0                   | 0                   | 3                   | 0                   | 14                  |
| Усього              | 6/6                 | -                   | 20                  | 3                   | 3                   | 14                  | 16                  | 59                  |

### Юнацький чемпіонат ФФПА
| 2011   | четверте   | 4/6 | 4  | 1  | 1 | 2 | 7  | 6  |
| 2013   | третє      | 3/7 | 4  | 2  | 0 | 2 | 5  | 8  |
| 2015   | переможець | 1/6 | 4  | 4  | 0 | 0 | 8  | 2  |
| 2017   | третє      | 3/6 | 4  | 3  | 0 | 1 | 17 | 4  |
| 2018   | переможець | 1/6 | 4  | 4  | 0 | 0 | 13 | 3  |
| 2019   | третє      | 3/5 | 3  | 2  | 2 | 0 | 13 | 11 |
| Усього | 6/6        | -   | 24 | 16 | 2 | 6 | 63 | 34 |

## Титули і досягнення
- Юнацький чемпіонат ФФПА
- чемпіони (2): 2015, 2018